# Đội tuyển bóng đá quốc gia Síp
Đội tuyển bóng đá quốc gia Síp là đội tuyển cấp quốc gia của Cộng hòa Síp do Hiệp hội bóng đá Síp quản lý. Đội bóng chưa từng tham dự một vòng chung kết giải vô địch cấp thế giới hoặc châu lục nào.

## Thành tích tại giải vô địch Thế  giới
| Năm           | Thành tích               | Trận                     | Thắng                    | Hòa                      | Thua                     | Bàn thắng                | Bàn thua                 |
| ------------- | ------------------------ | ------------------------ | ------------------------ | ------------------------ | ------------------------ | ------------------------ | ------------------------ |
| 1930 đến 1954 | Không tham dự            | Không tham dự            | Không tham dự            | Không tham dự            | Không tham dự            | Không tham dự            | Không tham dự            |
| 1958          | Bỏ cuộc                  | Bỏ cuộc                  | Bỏ cuộc                  | Bỏ cuộc                  | Bỏ cuộc                  | Bỏ cuộc                  | Bỏ cuộc                  |
| 1962 đến 2022 | Không vượt qua vòng loại | Không vượt qua vòng loại | Không vượt qua vòng loại | Không vượt qua vòng loại | Không vượt qua vòng loại | Không vượt qua vòng loại | Không vượt qua vòng loại |
| 2026 đến 2030 | Chưa xác định            | Chưa xác định            | Chưa xác định            | Chưa xác định            | Chưa xác định            | Chưa xác định            | Chưa xác định            |
| Tổng cộng     | -                        | -                        | -                        | -                        | -                        | -                        | -                        |

## Thành tích tại giải vô địch châu Âu
| Năm           | Thành tích               | Trận                     | Thắng                    | Hòa                      | Thua                     | Bàn thắng                | Bàn thua                 |
| ------------- | ------------------------ | ------------------------ | ------------------------ | ------------------------ | ------------------------ | ------------------------ | ------------------------ |
| 1960 đến 1964 | Không tham dự            | Không tham dự            | Không tham dự            | Không tham dự            | Không tham dự            | Không tham dự            | Không tham dự            |
| 1968 đến 2024 | Không vượt qua vòng loại | Không vượt qua vòng loại | Không vượt qua vòng loại | Không vượt qua vòng loại | Không vượt qua vòng loại | Không vượt qua vòng loại | Không vượt qua vòng loại |
| 2028 đến 2032 | Chưa xác định            | Chưa xác định            | Chưa xác định            | Chưa xác định            | Chưa xác định            | Chưa xác định            | Chưa xác định            |
| Tổng cộng     | -                        | -                        | -                        | -                        | -                        | -                        | -                        |

### UEFA Nations League
| Thành tích tại UEFA Nations League | Thành tích tại UEFA Nations League | Thành tích tại UEFA Nations League | Thành tích tại UEFA Nations League | Thành tích tại UEFA Nations League | Thành tích tại UEFA Nations League | Thành tích tại UEFA Nations League | Thành tích tại UEFA Nations League | Thành tích tại UEFA Nations League | Thành tích tại UEFA Nations League | Thành tích tại UEFA Nations League |
| Mùa giải                           | Giải đấu                           | Kết quả                            | Pos                                | Pld                                | W                                  | D                                  | L                                  | GF                                 | GA                                 |                                    |
| ---------------------------------- | ---------------------------------- | ---------------------------------- | ---------------------------------- | ---------------------------------- | ---------------------------------- | ---------------------------------- | ---------------------------------- | ---------------------------------- | ---------------------------------- | ---------------------------------- |
| 2018–19                            | C                                  | Vòng bảng                          | 3rd                                | 6                                  | 1                                  | 2                                  | 3                                  | 5                                  | 9                                  |                                    |
| 2020–21                            | C                                  | Vòng bảng                          | 4th                                | 8                                  | 2                                  | 2                                  | 4                                  | 4                                  | 10                                 |                                    |
| 2022–23                            | C                                  | Vòng bảng                          | 4th                                | 6                                  | 1                                  | 2                                  | 3                                  | 4                                  | 12                                 |                                    |
| Tổng cộng                          | Tổng cộng                          | Vòng bảng giải đấu C               | 3/3                                | 20                                 | 4                                  | 6                                  | 10                                 | 13                                 | 31                                 |                                    |

## Đội hình
Đây là đội hình tham dự 2 trận giao hữu gặp Bulgaria và Israel vào tháng 11 năm 2022. 

Số liệu thống kê tính đến ngày 20 tháng 11 năm 2022 sau trận gặp Israel.

| Số | VT | Cầu thủ                  | Ngày sinh (tuổi) | Trận | Bàn | Câu lạc bộ           |
| -- | -- | ------------------------ | ---------------- | ---- | --- | -------------------- |
|    | TM | Constantinos Panagi      | 8 tháng 10, 1994 | 21   | 0   | Omonia               |
| 12 | TM | Demetris Demetriou       | 15 tháng 1, 1999 | 8    | 0   | Apollon Limassol     |
|    | TM | Andreas Christodoulou    | 26 tháng 3, 1997 | 0    | 0   | APOEL                |
|    |    |                          |                  |      |     |                      |
|    | HV | Marios Antoniades        | 14 tháng 5, 1990 | 22   | 0   | Anorthosis Famagusta |
|    | HV | Pavlos Correa            | 14 tháng 7, 1998 | 0    | 0   | Anorthosis Famagusta |
|    | HV | Fanos Katelaris          | 26 tháng 8, 1996 | 14   | 1   | Oostende             |
|    | HV | Konstantinos Laifis      | 19 tháng 5, 1993 | 46   | 3   | Standard Liège       |
| 14 | HV | Stelios Andreou          | 24 tháng 7, 2002 | 6    | 0   | Charleroi            |
| 5  | HV | Christos Shelis          | 2 tháng 2, 2000  | 5    | 0   | Volos                |
|    | HV | Valentin Roberge         | 9 tháng 6, 1987  | 2    | 1   | Apollon Limassol     |
|    | HV | Nikolas Panayiotou       | 12 tháng 5, 2000 | 10   | 0   | Omonia               |
|    | HV | Danilo Špoljarić         | 14 tháng 7, 1999 | 3    | 0   | Apollon Limassol     |
|    |    |                          |                  |      |     |                      |
|    | TV | Minas Antoniou           | 22 tháng 2, 1994 | 15   | 0   | Anorthosis Famagusta |
|    | TV | Alex Gogić               | 13 tháng 4, 1994 | 13   | 0   | St Mirren            |
|    | TV | Michalis Ioannou         | 30 tháng 6, 2000 | 5    | 1   | Anorthosis Famagusta |
|    | TV | Grigoris Kastanos        | 30 tháng 1, 1998 | 47   | 3   | Salernitana          |
|    | TV | Charalambos Kyriakou     | 9 tháng 2, 1995  | 47   | 0   | Apollon Limassol     |
|    | TV | Charalambos Charalambous | 4 tháng 4, 2002  | 3    | 1   | Omonia               |
|    | TV | Georgios Efrem           | 5 tháng 7, 1989  | 49   | 5   | APOEL                |
|    | TV | Matija Špoljarić         | 2 tháng 4, 1997  | 14   | 0   | Aris Limassol        |
| 13 | TV | Rafail Mamas             | 4 tháng 3, 2001  | 2    | 0   | AEK Larnaca          |
|    |    |                          |                  |      |     |                      |
|    | TĐ | Demetris Christofi       | 28 tháng 9, 1988 | 64   | 8   | Anorthosis Famagusta |
|    | TĐ | Andronikos Kakoullis     | 3 tháng 5, 2001  | 9    | 1   | Omonia               |
|    | TĐ | Loizos Loizou            | 18 tháng 7, 2003 | 17   | 1   | Omonia               |
|    | TĐ | Ioannis Pittas           | 10 tháng 7, 1996 | 27   | 2   | Apollon Limassol     |

### Triệu tập gần đây
| Vt | Cầu thủ               | Ngày sinh (tuổi)  | Số trận | Bt | Câu lạc bộ           | Lần cuối triệu tập               |
| -- | --------------------- | ----------------- | ------- | -- | -------------------- | -------------------------------- |
| TM | Ioakeim Toumbas       | 19 tháng 2, 1999  | 0       | 0  | AEK Larnaca          | v. Kosovo, 27 tháng 9, 2022      |
| TM | Neofytos Michael      | 16 tháng 12, 1993 | 13      | 0  | APOEL                | v. Bắc Ireland, 12 tháng 6, 2022 |
|    |                       |                   |         |    |                      |                                  |
| HV | Nicholas Ioannou      | 10 tháng 11, 1995 | 36      | 2  | Como                 | v. Kosovo, 27 tháng 9, 2022      |
| HV | Andreas Karo          | 9 tháng 9, 1996   | 12      | 0  | APOEL                | v. Kosovo, 27 tháng 9, 2022      |
| HV | Andreas Panayiotou    | 31 tháng 5, 1995  | 1       | 0  | Apollon Limassol     | v. Bắc Ireland, 12 tháng 6, 2022 |
| HV | Paris Psaltis         | 12 tháng 11, 1996 | 8       | 0  | Omonia               | v. Estonia, 29 tháng 3, 2022     |
| HV | Constantinos Soteriou | 21 tháng 6, 1996  | 10      | 0  | Hapoel Haifa         | v. Estonia, 29 tháng 3, 2022     |
|    |                       |                   |         |    |                      |                                  |
| TV | Kostakis Artymatas    | 15 tháng 4, 1993  | 58      | 1  | Anorthosis Famagusta | v. Kosovo, 27 tháng 9, 2022      |
| TV | Fotis Papoulis        | 22 tháng 1, 1985  | 27      | 3  | Omonia               | v. Kosovo, 27 tháng 9, 2022      |
| TV | Andreas Avraam        | 6 tháng 6, 1987   | 48      | 5  | Anorthosis Famagusta | v. Bắc Ireland, 12 tháng 6, 2022 |
| TV | Giannis Satsias       | 28 tháng 12, 2002 | 0       | 0  | APOEL                | v. Bắc Ireland, 12 tháng 6, 2022 |
|    |                       |                   |         |    |                      |                                  |
| TĐ | Pieros Sotiriou       | 13 tháng 1, 1993  | 54      | 12 | Sanfrecce Hiroshima  | v. Kosovo, 27 tháng 9, 2022      |
| TĐ | Marinos Tzionis       | 6 tháng 7, 2001   | 15      | 1  | Sporting Kansas City | v. Kosovo, 27 tháng 9, 2022      |

- INJ Cầu thủ rút lui vì chấn thương.
- PRE Đội hình sơ bộ.
- RET Đã chia tay đội tuyển quốc gia.